# ماريوس كازلوسكاس
ماريوس كازلوسكاس (بالليتوانية: Marius Kazlauskas) هو لاعب كرة قدم ليتواني في مركز الدفاع، ولد في 1 مايو 1984 في Gargždai ‏ في ليتوانيا. لعب مع دينامو موسكو ونادي أتلانتس ونادي إكراناس ونادي بانغا غاروتشدي ونادي جالغيريس ونادي داك 1904 دونيسكا ستريدا.

## وصلات خارجية
- ماريوس كازلوسكاس على موقع قاعدة بيانات كرة القدم.إي يو (الإنجليزية)
- ماريوس كازلوسكاس على موقع Soccerway.com (الإنجليزية)